# Leptostylis ampullacea
Leptostylis ampullacea is een zeekommasoort uit de familie van de Diastylidae. De wetenschappelijke naam van de soort is voor het eerst geldig gepubliceerd in 1855 door Liljeborg.